# Jackson County, Texas
Jackson County är ett administrativt område i delstaten Texas, USA. År 2010 hade countyt 14 075 invånare. Den administrativa huvudorten (county seat) är Edna. 
Countyt har fått sitt namn efter general Andrew Jackson som var USA:s sjunde president 1829-1837 efter att ha besegrat britterna i slaget vid New Orleans den 8 januari 1815.

## Geografi
Enligt United States Census Bureau så har countyt en total area på 2 220 km². 2 148 km² av den arean är land och 72 km² är vatten. 

### Angränsande countyn
- Colorado County - norr
- Wharton County - nordost
- Matagorda County - sydost
- Calhoun County - söder
- Victoria County - sydväst
- Lavaca County - nordväst